# Грушецкий, Антон Антонович

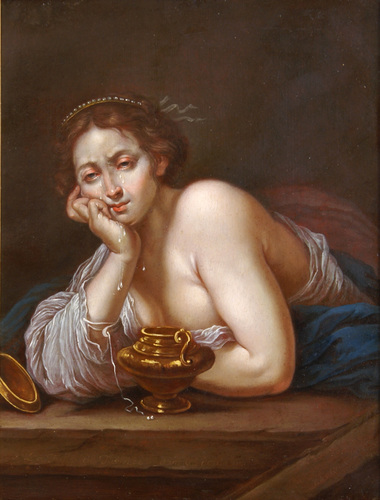
Портрет работы А. Грушецкого «Софонисба» (Sofonisba), 1793 год. Масло, тектура. 33,5 × 25,5 см

Антон Антонович Грушецкий (пол. Antoni Gruszecki; 1734, Почаев — 1798, Супрасль) — польский художник, базилианский монах из Почаева, профессор живописи Краковской академии (1760—1770). Художник короля Станислава Понятовского. Расписывал Новый замок и Фарный костёл в Гродно, костёл в Розаныстоке (Польша) и другие. Также работал под псевдонимом Домбровский.

## Биография
В 1751 году А. Грушецкий вступил в базилианский монастырь в Почаеве.
Живописи обучался во Львовской академии у К. Радзиловского и известного в то время живописца Станислава Строинского. Некоторое время работал у Валерия Ржевуского в Подгорцах. Также писал портреты и картины религиозного содержания для местных церквей.
В 1760 году поселился в Кракове, где работал под псевдонимом Домбровский, писал портреты и картины на религиозные и мифологические темы. В Кракове работал в Страдоме (район Кракова) и Альверне. С 1760 по 1770 гг. — ректор и профессор живописи Краковской академии.
С 1771 по 1774 гг. провёл в монастыре базилиан в Супрасли, где писал фрески для местной лавры, а также расписал потолок в трапезной монастыря. Красивую живопись на потолке, не говоря уже о прочих, представляет его «Пляска смерти». В 1774 году на его творчество обратил внимание король Речи Посполитой Станислав Август Понятовский, во время своего пребывания в Супрасле. Антон Грушецкий подарил несколько своих картин королю, которые тот «любезно и благодарно принял», для своей личной коллекции. По приглашению короля Грушецкий поступил на королевскую службу в Гродно. В этот период он писал в основном светские композиции (зачастую вдохновлённый современной французской графикой), а также расписывал фронтоны во дворце в Городницах (Гродно), Новый замок.
В 1792 г., по причине болезни, Грушецкий покидает Гродно. Он провёл остатки своих дней в Супрасле, где продолжил писать иконы. В Супраслетском монастыре он и умер в 1798 г.. А. Грушецкий принадлежал к художникам эпохи Просвещения, чьи работы заслуженно вывешены в королевской галерее в замке в Варшаве.

## Работы
Антон Грушецкий в Гродно расписывал дворец гродненского старосты и надворного подскарбия литовского Антония Тизенгауза, другом которого являлся. Дворец размещался на площаде Городницы. Грушецкий в нём был и художником, и декоратором. Писал также иконы для королевской галереи, сотрудничал с Супрасльской типографией Супрасльского базилианского монастыря во второй пол. XVIII в., уже будучи профессором живописи. В то время эта типография была развитым интеллектуальным центром ВКЛ, основанная в 1690-м году, размещалась в Гродненском повете. В ней Грушецкий создавал алтарные картины. Его работы есть в музее православного монастырского комплекса в Супрасле.
В Альверне в местном костёле бернардинцев сохранилась написанная им икона святого Яна Непомуцкого (1767 г.). Святой стоит в лёгком контрапосте, прижимая к груди крест, на фоне облаков, на которых Дева Мария с Младенцем.
В начале 1780-х году А. Грушецкий оформлял костёл в Розаныстоке, который находится в Польше, на границе с Гродненщиной. В костёле ему принадлежит серия картин. Сравнивая его работы с двумя полотнами во францисканском костёле в Дрохичине, изображающих св. Антония (1775) и св. Франтишка (1774), мы видим ряд аналогий: два францисканских святых, стоящих возле накрытых драпировкой столах, на которых лежат книги. Также изображены ангельские головки на фоне открытого неба. На втором плане, в образе св. Франтишка, сидит монах читающий книгу. Вид композиции, решение фона, лица и атрибуты святых, расположение драпировки, почти идентичны тем, которые на иконах в Розаныстоку, написанных около 1780 года. Кроме того, икона из костёла бернардинцев в Альверне (1767 г.), изображающая св. Яна Непомуцкого была выдержана в той же концепции, как в изображении постати святого, который стоит, прижимая к груди крест, как и способ передачи фона, который состоит из фрагмента монументальной композиции снисходящей из облаков Божьей Матери с младенцем.
В 1780-х гг. Грушецкий (совместно с Филлипом Михалкевичем, который был его учеником в 1768—1770 и 1775—1788 гг.) дополнил оформление интерьера Гродненского костёла Отыскания Святого Креста монументальной живописью: плафоны с фресковой росписью, изображения 12 апостолов (на южной стене) и 12 деятелей Великого княжества Литовского и Речи Посполитой (на северной стене) в аркатурных фризах центрального нефа. Руке Грушецкого так же принадлежат фресковые изображения Вознесения Девы Марии над аркой пресбитерия (алтарная часть), а также орнаменты на сводах алтаря, балконе хора, аркадах между нефами костёла. Вместе со своим помощником Михалкевичем обновили герб жертвенников и фигуры бернардинских святых в «слепых» аркадах. Им принадлежит живописное оформление интерьера костёла, которая так же включает разрисовку сводов и арок в технике гризайль. Правда, большая часть работ Грушецкого и Михалкевича попала под «советскую реставрацию», и сегодня они выглядят не так, как первоначально.
В Гродненском Фарном костёле из его работ — икона «Матерь Божья Шкаплерная» (перед Ней на коленях святой Симон Сток, в овале над Богоматерью святой Иуда Тадэуш).
В 2005-м году его работы выставляли на выставке «Супрасль — 500 лет монастыря». Его работа была среди наиболее ценных экспонатов. На выставке была представлена его работа — сакральная икона второй половины XVIII в..